# Dick Curtis
Pour les articles homonymes, voir Curtis.
Dick Curtis, né le 1er février 1802 dans le quartier londonien de Southwark et mort le 16 septembre 1843 dans le même quartier, est un boxeur anglais, combattant à mains nues.

## Carrière
Passé professionnel en 1820 après une victoire contre Watson, il reste invaincu les 8 combats suivants enregistrant notamment des victoires contre Ned Brown, Peter Warren, Dick Hares and George Phillips. Le 27 février 1827, il bat Barney Aaron et devient alors l'un des plus grands boxeurs poids légers de son époque. Réputé pour son agilité et sa vitesse d'exécution, il ne concède qu'une seule défaite lors de son dernier combat contre Jack Perkins le 30 décembre 1828.

## Distinction
- Dick Curtis est membre de l'International Boxing Hall of Fame depuis 2007[1].